# Glenochrysa insularis
Glenochrysa insularis är en insektsart som beskrevs av Hölzel 1991. Glenochrysa insularis ingår i släktet Glenochrysa och familjen guldögonsländor.

## Underarter
Arten delas in i följande underarter:
- G. i. insularis
- G. i. mayottensis
- G. i. grancomorensis